# Neu-Lindach
Neu-Lindach ist ein Ortsteil der  Oberbayerischen Stadt Fürstenfeldbruck in Bayern. 
Die Siedlung schließt sich direkt nördlich an Fürstenfeldbruck an. Nördlich von Neu-Lindach liegt angrenzend die Siedlung Hasenheide.
Bis zur Gebietsreform in Bayern ein Ortsteil der Gemeinde Malching, gehört Neu-Lindach seit deren Auflösung im Jahr 1978 zu Fürstenfeldbruck.